# Брошура

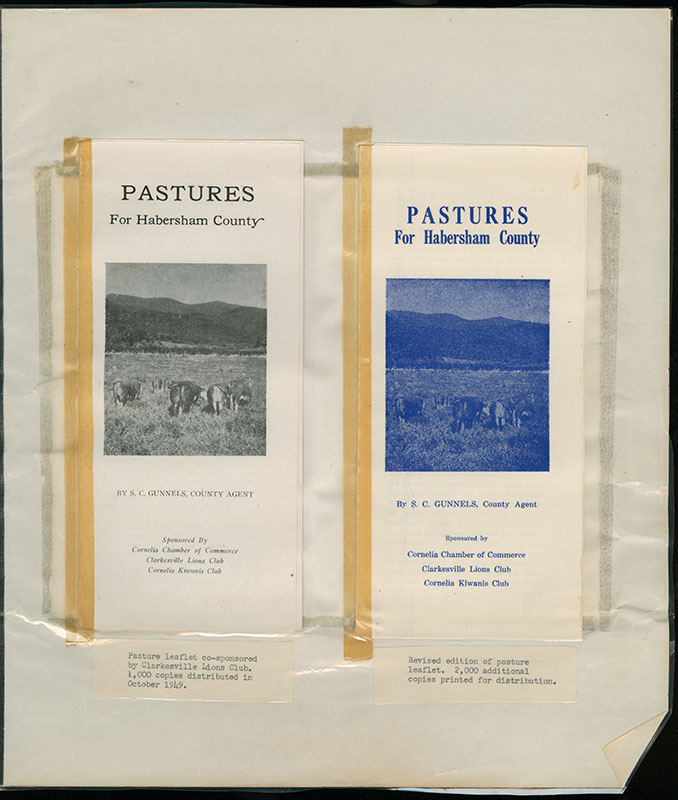
Брошури «Пасовища для округу Габершам».

Брошу́ра (фр. brochure < brocher — «зшивати») — неперіодичне або періодичне текстове книжкове видання об'ємом понад 4, але не більше 48 сторінок, сполучених між собою за допомогою зшиття скріпками або ниткою. Словником СУМ-11 визначається як «невелика (не більше як 4—5 друкованих аркушів) книжка, зазвичай у м'якій оправі».
Найчастіше брошури використовуються як рекламні засоби чи в освітніх цілях.
Історію брошури беруть з часів Реформації у Франції в 16 столітті. Це були часи швидкого розвитку поліграфії, завдяки чому з'явилася можливість масових накладів за низькими цінами та складною політичною ситуацією у Франції, коли необхідно було поширення друкованих засобів агітації та пропаганди. Саме такими інструментами стали друковані брошури.
Великий обсяг та низька ціна — ось що сприяло широкому поширенню та використанню брошур серед широкого загалу населення. За допомогою цього видання людям легко і доступно роз'яснювалась політична ситуація в країні.
Нині, брошури теж використовуються як засоби політичної пропаганди, але це не основна теперішня їхня функція. Основна мета брошури, як рекламного засобу — засвоювання та переконання клієнта в потрібності й корисності наданих товарів та послуг.